# Референдум в Латвии (2011)

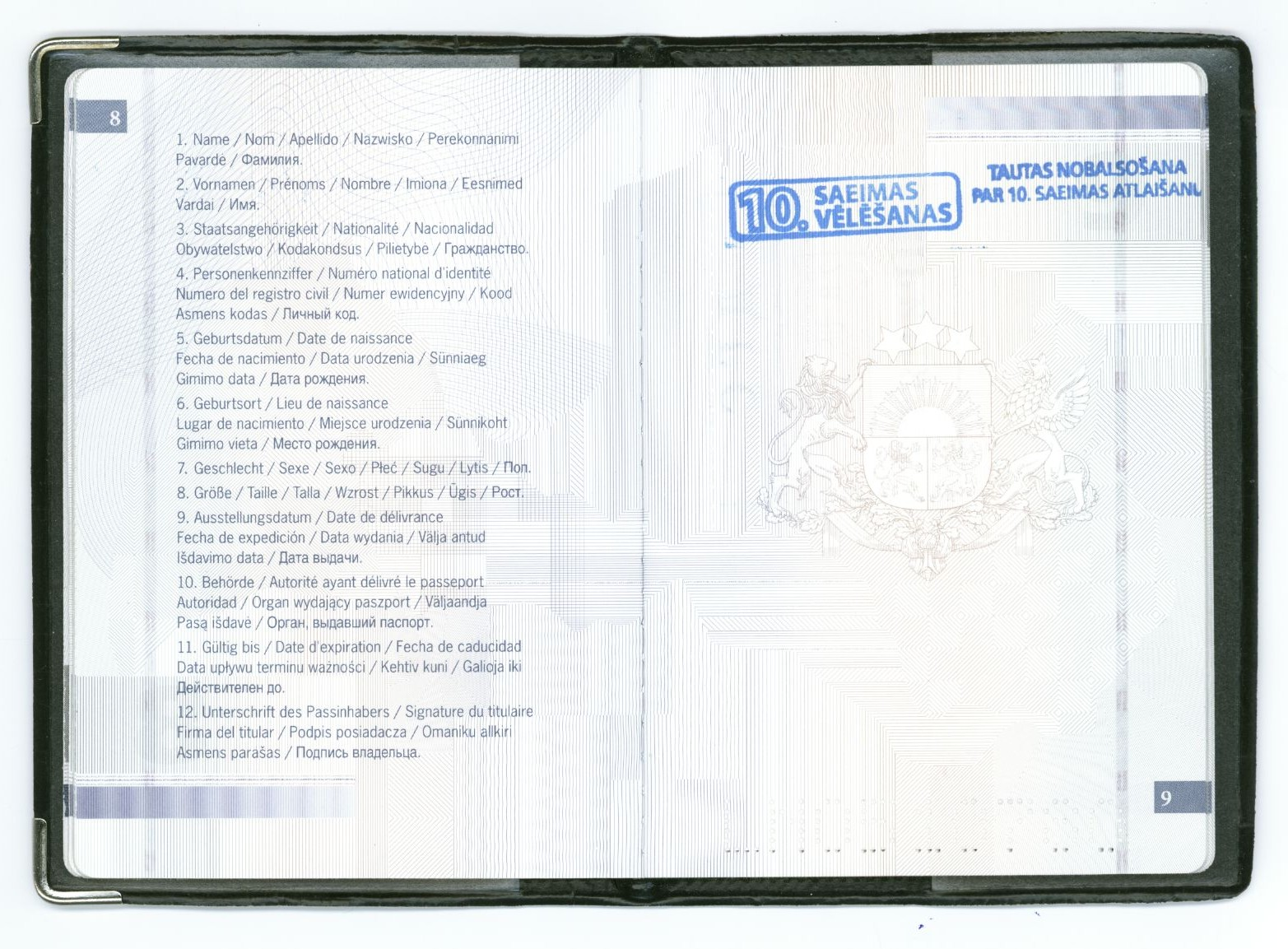
Штампы об участии в выборах и референдуме о роспуске Десятого Сейма.

Референдум о досрочном роспуске Десятого Сейма в Латвии проходил 23 июля 2011 года. Он был назначен решением президента Валдиса Затлерса в мае 2011 года. Кворума для референдума не предусмотрено. Вопрос сформулирован следующим образом: 

Вы за роспуск Десятого Сейма?
Оригинальный текст (латыш.)Vai jūs esat par 10. Saeimas atlaišanu?

Ожидалось, что подавляющее большинство граждан Латвии поддержит роспуск Сейма: проведённый в конце июня опрос TNS Latvia показал, что 75 % избирателей намереваются проголосовать за его роспуск и лишь 4 % будут голосовать против. Идею роспуска Сейма поддержали и крупнейшие партии.

## Результаты
Окончательные результаты референдума, официально оглашённые 26 июля, выглядят следующим образом:
| Вариант               | Голосов           |
| --------------------- | ----------------- |
| За роспуск            | 650 518 (94,30 %) |
| Против роспуска       | 37 829 (5,48 %)   |
| Испорченные бюллетени | 1476 (0,21 %)     |

Самый высокий процент голосов против был в Вентспилсе, мэр которого Айварс Лембергс (один из «олигархов», влияние которых было объявлено президентом одной из причин инициирования референдума) сказал, что будет голосовать против роспуска. 

## Активность избирателей
В референдуме приняло участие 689 988 граждан страны, явка составила 44,73 %. Среди самоуправлений самая высокая явка была зафиксирована в Саулкрастском крае (152,7 %), что связано с передвижением людей к морю с целью отдыха.